# Xinerama
Xinerama es una extensión del sistema X Window que permite que aplicaciones y gestores de ventanas de X utilicen dos o más pantallas físicas como una gran pantalla virtual.

## Desarrollo y características
Desarrollado bajo el nombre de PanoramiX por Madeline T. Asmus del Grupo de Ingeniería de Servidores Unix de Digital Equipment Corporation, el software fue aportado a The Open Group para la versión 6.4 de X11 (X11R6.4) y rebautizado como Xinerama. Posteriormente se incorporó a la versión XFree86 4.0 en 1998 y a la versión Solaris 7 11/99. Según Rob Lembree, director del proyecto del servidor X, el nombre se inspiró en el proceso del teatro de pantalla ancha Cinerama. "Nos sentíamos frustrados por tener grandes máquinas Alpha con múltiples pantallas y no poder pasar las aplicaciones de una a otra. Se desarrolló tanto por frustración como por ventaja competitiva". Entre las ventajas de Xinerama se encuentra la posibilidad de maximizar las ventanas únicamente a las dimensiones de la pantalla física activa, y de permitir nuevas ventanas emergentes en la pantalla física activa.